# 瓦迪吉烏
35°58′N 0°55′E / 35.967°N 0.917°E
瓦迪吉烏（阿拉伯语：وادي ارهيو），是阿爾及利亞的城鎮，位於該國西北部，由埃利贊省負責管轄，是瓦迪吉烏區的首府，面積99平方公里，海拔高度46米，2008年人口64,685人，人口密度每平方公里656人。